# 日本对美从属论

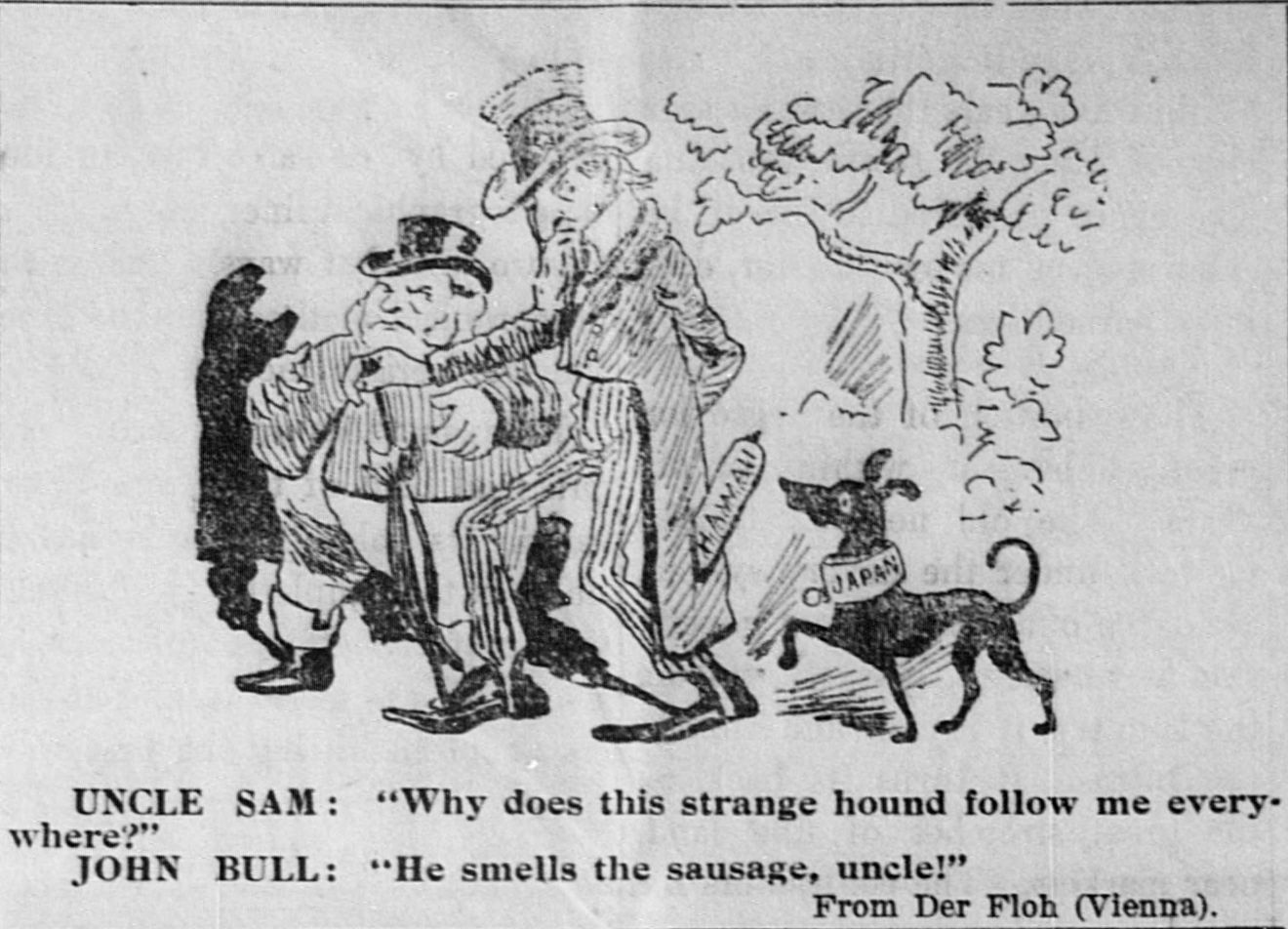
从民意来看，人们普遍认为日本是在第二次世界大战后开始追随美国的，但实际上早在明治时代和大正时代，日本就已被认为是追随美利坚合众国及大英帝国的国家（图为夏威夷并吞时（1897年）的讽刺画）。画中，代表美国的山姆大叔说：“为什么这只奇怪的猎犬（大日本帝国）无论去哪里都要跟着我（美国）？”而代表英国的约翰牛回答道：“因为它闻到了香肠的味道，大叔。”表现出黑犬大日本帝国对美英的顺从。

日本对美从属论（対米従属論，たいべいじゅうぞくろん）是一种关于第二次世界大战战后日美关系的观点。

## 专家观点
孙崎享（前外交官）对以亲美保守和反美保守为基础的对美从属派的二元论提出质疑，指出这种战后日本的民族主义存在扭曲，认为侵害日本主权的主体是美利坚合众国，并对中国和朝鲜半岛成为批评对象提出疑问。他认为，作为对美从属代表的吉田茂及其所谓的战后日本保守本流（即古典自由主义者）的根本特性是对美从属。此外，他还指出了战后美国通过幕后操作清洗日本对美独立派的历史过程。
前泊博盛（冲绳国际大学教授，驻日美军问题专家）分析认为，日美地位协定（前身为日美行政协定）不仅是允许美国军队侵害日本主权、导致对美从属的核心不平等条约，也对日本社会造成了包括核电站重启问题和检察法西斯等结构性弊端。
此外，由许多对美从属论者合著的《永不结束的〈占领〉——提议对美独立及重新审视日美安保》（孙崎享、木村朗编著，法律文化社，2013年）中首次提出，为战胜对美从属派（属国派），不仅需要依赖特定个人或政党的传统失败策略，还需要跨越议会和地方的国民规模的大众参与型民主政治，才能实现日本自主独立。对美自主独立派的目标是“恢复因延续占领政策而维持的美军优越协定所侵害的日本主权”。
矢部宏治在《不能知道——被隐藏的日本统治结构》中，白井聪在《国体论——菊与星条旗》中揭示了日本国宪法之上存在日美安保条约的现实。田原总一朗提到曾与苏联卫星国东德接壤的西德，指出如果日本终止《对美从属》并撤出驻日美军，其防卫预算将增加约三倍。
日刊体育专栏“政界地狱耳”的专栏作者“K”在2022年1月8日发表的《不要将美军妖魔化的幼稚理由》中提到，北村经夫（山口县选出的自民党参议员，前参院外交防卫委员会委员长）主张：“为了远东的和平稳定，美军的作用是巨大的”，因此不应因美军基地导致新冠病毒扩散就将美军视为“恶者”，并批评称“自民党保守派自冷战以来毫无进步”。

## 国会的动态
2022年5月，参议院推迟了原定于13日的本会议上进行的“表明对冲绳振兴的决心，并努力减轻基地负担，请求政府采取行动”的决议表决。据悉，自民党要求修改决议中“推动修改《日美地位协定》”的表述，引发了野党的强烈反对。

## 日本共产党观点
在2020年举行的日本共产党第28次全国代表大会上通过的日本共产党纲领中，将战后日本定位为“虽然是高度发达的资本主义国家，但失去了作为独立国家的地位，国土和军事等重要部分受制于美国，实际上处于从属国家的地位”。纲领主张通过《日美安全保障条约》第十条的程序（向美国政府通告）废除该条约，要求美军及其军事基地撤出，同时缔结基于平等立场的日美友好条约。在经济方面，也强调不允许美国的不当干预，在金融、汇率、贸易等所有领域建立自主性。主权恢复后的日本，将不参加任何军事同盟，与所有国家建立友好关系，走和平、中立、非同盟的道路，并参加不结盟国家会议。
日本共产党这一认识基本保持不变，仅在措辞上有所调整。对此，日本社会党的部分成员及新左翼各流派曾批评称，这是“无视脱离美国控制后的日本帝国主义存在的论点”，“是将社会主义革命无限期推迟的借口”等。

## 否定对美从属关系
在政治和国际机构中，外界经常指出日本政府在一些情况下未与美国政策保持一致，甚至公开批评美国政策。2013年，围绕叙利亚局势，美国和俄罗斯提出不同方案。当时，英国和法国等盟国支持美国的提案，而时任日本首相安倍晋三则判断其与美国提案不相容，并与中国共同支持俄罗斯的提案。
在唐纳德·特朗普执政期间，由于日本与美国步调不一致，西方国家对日本的不满和质疑开始浮现。2017年，日本在联合国关于将耶路撒冷定为以色列首都的决议中投下反对票，并在随后美国受到联合国谴责的决议中投下赞成票。美国时任驻联合国大使妮基·黑莉对此表示，支持该谴责决议的国家名单将逐一向美国总统和联邦政府报告。
2017年，美国宣布退出巴黎协定，时任日本副首相兼财政大臣麻生太郎猛烈抨击美国为“不过如此的国家”，并提及历史问题，包括美国未加入国际联盟等。

## 对“对美从属论者”的批评
池田信夫批评了孙江享在著作《战后史的真相》中提出的主张，即“对美追随派”的政权长期执政，而“自主派”的政权因为美国的干预而短命。他指出，在战后初期，许多政治家因抵抗占领军而失势，同时认为，像鸠山由纪夫和福田康夫这样的领导人因美国的阴谋下台的说法荒诞无稽，是一种阴谋论观点。
对于孙江认为日本战后一直是美国附庸国的主张，池田信夫指出，日本通过日美同盟受益于美国提供的“核保护伞”，以及日本的经济政策受到美国“外部压力”的影响。在某种意义上，这是正确的。然而，他强调，日本的对美从属并非孙江所主张的阴谋或威胁，而是日本人在追求自由和富裕社会的过程中做出的合理选择。
水野文也反驳了“对美从属”这一常用于批评支持日美安保的亲美保守派的说法。他指出，在冷战时期，尤其是对亲苏派，这一说法被广泛使用。他强调，主张“对美独立”的人需要回答“当日本遭到攻击时，谁来保卫国家？”这一问题。他认为，通过“日美同盟”，强大的美国军事力量已经成为有效的威慑力。此外，他还质问，“在追求‘自主独立’的情况下，当日本遭到他国入侵时，是否有能力守住国家？”并指出，一些批评日美同盟的势力可能实际上心怀“对中从属”的意图。

## 他国的对美从属
在日本国内，其他国家政府的对美从属问题鲜少被提及或报道，因此常被认为是日本特有的问题。然而，其他国家也同样对战后本国政府或组织对美国的过度从属及其与美国的关系不平等提出严厉批评，有时甚至引发阴谋论。一般来说，北大西洋公约组织（NATO）成员国、欧盟（EU）、韩国、澳大利亚、以色列、台湾（中华民国）、泰国、菲律宾和南非等国家都存在类似现象。
根据记者、日本欧盟学会会员今井佐绪里的说法，欧洲国家对美国的过度从属超出日本人的想象。她认为，欧洲实际上可被视为驻欧美军的“保护国”。她还指出，战后日本和欧洲的历史十分相似，可以说是美国联邦政府的一面“镜子”。2019年，法国出版了一本认为欧盟是美国傀儡的书籍，该书在法国成为了畅销书。
芬兰首相桑娜·马林在采访中表示：“直白地说，现代欧洲仅凭自身力量甚至难以独立防卫。如果没有美国，欧洲将陷入危机。”她呼吁美国军队（驻欧美军）提供更多的军事保护。约施卡·菲舍尔在美国总统唐纳德·特朗普推行内向政策时表示，欧洲无法在独立判断的情况下开展军事行动。法国总统埃马纽埃尔·马克龙也曾指出，美国军队在欧洲战略优先事项发生重大变化，北约处于“脑死亡”状态。
美国总统乔治·W·布什曾因澳大利亚拥有大量美军基地而称其为“亚太地区的美国治安官国家”。马来西亚首相马哈蒂尔·莫哈末批评澳大利亚和美国的关系不平等，称澳大利亚为“美国的傀儡国家”。
国际政治学者山本章子指出，在日美地位协定下，驻日美军在执行公务时犯罪或发生事故，日本无法以国内法审判美军人员，这被认为是不平等条约。尽管英国和德国等北约成员国的地位协定允许以国内法审判美军，但部分观点认为这在日本是误传。实际上，即使在欧洲，美国一旦宣布事件发生在公务中，其声明通常会被接受。欧洲的实例显示，政府对这些问题的干预也受到限制，因此日美地位协定的不平等性在欧洲也是类似的。
德国议员塞维姆·达德伦批评2022年俄罗斯入侵乌克兰是美国的代理战争，并指责德国朔尔茨内阁在美国压力下改变了对乌克兰的坦克援助立场。她还批评欧洲联盟（EU）各成员国在外交政策上对华盛顿言听计从，称之为“美国的附属国家”。
北约成员国英国与美国关系密切，二战期间允许美军驻扎。战后因国力下降和美国影响力上升，英国继续容忍驻英美军的存在，冷战期间美军人数一度超过数万。至今，驻英美军的基地仍引发噪音和不平等问题，例如萨福克的莱肯希斯空军基地由美军控制但对英国政府并不公开。

## 脚注

### 出处
1. 1 2  孙崎享：《独立的思考》，角川学艺出版，第197页。
2. ↑  孙崎享：《战后史的真相1945-2012》（“战后再发现”丛书1），创元社，第56页，2012年。
3. ↑  孙崎享：《被美国打压的政治家们》，小学馆，2012年，第16页。
4. ↑  前泊博盛：《比宪法更重要的〈日美地位协定入门〉》，创元社，第233页。
5. ↑  日本是一个真正独立的国家吗？——探讨《永不结束的〈占领〉》 （页面存档备份，存于）（木村朗），News for the People in Japan。
6. ↑  田原总一朗：谈日美安保条约与征兵制 （页面存档备份，存于），FM东京“未来讲座”。
7. ↑  . 日刊体育. （原始内容存档于2022-01-09）.
8. ↑  . 冲绳时报. 2022-05-13  [2024-11-02]. （原始内容存档于2025-01-15） （日语）.
9. ↑  . 琉球新报. 2022-05-13  [2024-11-02] （日语）.
10. ↑  . 日本共产党. 2020-01-18  [2023-05-15].
11. ↑  佐藤优，《克服危机的教养》，角川书店，2014年，P.39
12. ↑  . 日本经济新闻. 2013-09-06  [2023-02-04]. （原始内容存档于2025-02-22） （日语）.
13. ↑  . 日本经济新闻. 2013-09-11  [2023-02-04]. （原始内容存档于2025-02-22） （日语）.
14. ↑  . 华尔街日报.   [2023-02-05]. （原始内容存档于2024-12-31）.
15. ↑  . Yahoo!新闻.   [2023-02-04] （日语）.
16. ↑  . 日本经济新闻. 2017-12-22  [2023-02-04]. （原始内容存档于2025-01-14） （日语）.
17. ↑  . ABEMA TIMES.   [2023-02-04]. （原始内容存档于2024-12-31） （日语）.
18. ↑  . 每日新闻.   [2023-02-04]. （原始内容存档于2025-02-22） （日语）.
19. 1 2  池田信夫. . 新闻周刊日本版. 2012-10-12  [2019-02-24]. （原始内容存档于2025-02-22）.
20. ↑  . HuffPost. 2015-07-22  [2024-12-31]. （原始内容存档于2025-02-22）.
21. 1 2  . Yahoo! News. 2023-01-31  [2024-12-31]. （原始内容存档于2025-03-08）.
22. ↑  Adam Sage. . The Times.   [2023-01-31]. ISSN 0140-0460. （原始内容存档于2022-11-16） （英语）.
23. ↑  . BBC新闻. 2022-12-03  [2023-02-01]. （原始内容存档于2025-01-22）.
24. 1 2  . 新闻周刊日本版. 2019-12-12  [2023-02-04].
25. 1 2  . ABC新闻. 2003-10-16  [2023-02-01]. （原始内容存档于2022-05-31）.
26. ↑  . SYNODOS. 2020-05-19  [2023-01-31].
27. ↑  . 地缘经济报告. 2023-01-28  [2023-01-31]. （原始内容存档于2025-02-18）.
28. ↑  . 卫报. 2014-01-23  [2023-01-31].
29. ↑  NPJ通信. .   [2013-08-28]. （原始内容存档于2013-08-16）.